# ザ・ユナイテッド・ステイツ vs. ビリー・ホリデイ
『ザ・ユナイテッド・ステイツ vs. ビリー・ホリデイ』（The United States vs. Billie Holiday）は2021年のアメリカ合衆国の伝記映画。監督はリー・ダニエルズ、主演はアンドラ・デイが務めた。本作はヨハン・ハリが2015年に発表したノンフィクション『麻薬と人間 100年の物語』を原作とし、黒人ジャズ・シンガーであるビリー・ホリデイの人生を映画化した伝記ドラマ。

## ストーリー
1940年代、ビリー・ホリデイが歌う『奇妙な果実』は黒人差別の悲惨さを人々に知らしめ、公民権運動に大きな影響を与えていた。ホリデイはジャズ・シンガーとしてスターダムにのし上がったかに見えたが、その裏では恋人からの暴力に苦しみ、酒や麻薬を手放せない日々を送っていた。
しばらくして、『奇妙な果実』の力を危惧した当局は歌唱の妨害を試みたが、どうやっても上手くいかなかった。ところが、時の連邦麻薬局の長官、ハリー・J・アンスリンガーの介入で事態は急転することになった。アンスリンガーは麻薬の使用・所持を法律で禁止し、さらには厳罰化するキャンペーンに力を注いでいたが、それは自らの権力欲を満たすためであり、国民の健康増進や治安向上を願ってのことではなかった。アンスリンガーは「黒人の歌手が麻薬に手を出している」というイメージを宣伝し、人々の差別意識をも利用しようとしていた。そんな彼が目を付けたのがホリデイであった。
アンスリンガーは黒人捜査官、ジミー・フレッチャーをホリデイの元に送り込み、彼女に関する情報を一通り集めさせた。そうした諜報活動の結果、ホリデイはヘロインの使用で逮捕され、そのまま服役することになった。1年後、出所したホリデイは歌手活動を再開したが、アンスリンガーは彼女を再起不能になるまで追い込むつもりでいた。だが、ここで予期せぬ事態が起こる。

## キャスト
- ビリー・ホリデイ：アンドラ・デイ（英語版）
- ジミー・フレッチャー：トレヴァンテ・ローズ
- タルーラ・バンクヘッド：ナターシャ・リオン
- ハリー・J・アンスリンガー（英語版）：ギャレット・ヘドランド
- ミス・フレディ：ミス・ローレンス（英語版）
- ルイス・マッケイ：ロブ・モーガン
- ロズリン：ダヴァイン・ジョイ・ランドルフ
- サム・ウィリアムズ：エヴァン・ロス（英語版）
- レスター・ヤング：タイラー・ジェームズ・ウィリアムズ（英語版）
- ジョン・レヴィ：トーン・ベル（英語版）
- ジミー・モンロー：エリック・ラレイ・ハーヴェイ（英語版）
- ジョー・ガイ（英語版）：メルヴィン・グレッグ（英語版）
- セイディ・フェイガン：デイナ・グーリエ（英語版）
- レジナルド・ロード・ディヴァイン：レスリー・ジョーダン

## 製作
2019年9月17日、リー・ダニエルズ監督の新作映画にアンドラ・デイ、トレヴァンテ・ローズ、ギャレット・ヘドランド、ナターシャ・リオンが出演することになったと報じられた。9月25日、エヴァン・ロス、デイナ・グーリエ、エリック・ラレイ・ハーヴェイの起用が発表された。10月2日、メルヴィン・グレッグとミス・ローレンスがキャスト入りした。
なお、ダニエルズ監督は当初、女優としての経験がないに等しいデイの起用に難色を示していた。しかし、周囲からの強い勧めもあり、取り敢えずデイと会うことにした。直接話をした監督は「デイには十分な魅力があり、ビリー・ホリデイの精神をその身に宿している」と感じ、彼女に演技のレッスンを受けるよう勧めた。それからしばらくして、コーチから監督の下にデイの演技を収めた30秒の映像が送られてきた。その映像を見た監督は「ここに映っているのはビリー・ホリデイを演じるアンドラ・デイではない。ホリデイ本人だ」と感動し、正式なオーディションを経てデイの起用を決断したのだという。

### 撮影・音楽
2019年10月、本作の主要撮影がカナダのモントリオールで始まった。17日、クリストファー・ガニングが本作で使用される楽曲を手がけるとの報道があった。後にガニングが降板したため、その後任はマーク・アイシャム→クリス・バワーズと代わっていった。2021年1月11日にはデイが歌う劇中歌「All of Me」が、26日には主題歌「Tigress & Tweed」がシングルとして発売された。2月19日、ワーナー・レコードが本作のサウンドトラックを発売した。

## 公開・マーケティング
2020年7月1日、パラマウント映画が本作の全米配給権を獲得したと報じられた。11月5日、本作の劇中写真が初めて公開された。12月24日、新型コロナウイルスの流行が一向に収束しない状況を受け、パラマウント映画は本作の全米配給権をHuluに売却した。2021年1月12日、本作のオフィシャル・トレイラーが公開された。当初、本作の全米公開日は2021年2月12日に設定されていたが、後に公開日は同月26日に延期された。さらには公開形態も劇場公開からインターネットでの配信に切り替わった。

## 評価
本作に対する批評家の評価は平凡なものに留まっている。映画批評集積サイトのRotten Tomatoesには117件のレビューがあり、批評家支持率は57%、平均点は10点満点で5.4点となっている。サイト側による批評家の見解の要約は「『ザ・ユナイテッド・ステイツ vs. ビリー・ホリデイ』は主題を十分に活かしきれていない。しかし、アンドラ・デイの名演のお陰で、そうした欠点は相殺されている。」となっている。また、Metacriticには38件のレビューがあり、加重平均値は53/100となっている。

### 受賞・ノミネート
| 賞                               | 発表日        | カテゴリ                    | 対象                | 結果       | 出典          |
| -------------------------------- | ------------- | --------------------------- | ------------------- | ---------- | ------------- |
| ゴールデングローブ賞             | 2021年2月28日 | 主演女優賞 (ドラマ部門)     | アンドラ・デイ      | 受賞       | [ 22 ] [ 23 ] |
| ゴールデングローブ賞             | 2021年2月28日 | 主題歌賞                    | 「Tigress & Tweed」 | ノミネート | [ 22 ] [ 23 ] |
| クリティクス・チョイス・アワード | 2021年3月7日  | 主演女優賞                  | アンドラ・デイ      | ノミネート | [ 24 ] [ 25 ] |
| クリティクス・チョイス・アワード | 2021年3月7日  | 歌曲賞                      | 「Tigress & Tweed」 | ノミネート | [ 24 ] [ 25 ] |
| クリティクス・チョイス・アワード | 2021年3月7日  | ヘアデザイン&メイクアップ賞 |                     | ノミネート | [ 24 ] [ 25 ] |
| アカデミー賞                     | 2021年4月26日 | 主演女優賞                  | アンドラ・デイ      | ノミネート | [ 26 ] [ 27 ] |

## 関連作品
- ビリー・ホリデイ物語/奇妙な果実 - 同じビリー・ホリデイの伝記映画。